# ジッピーレース
『ジッピーレース』（Zippy Race）は、アイレムから1983年6月に発売された業務用ゲームである。
海外版のタイトルは『Traverse USA』（トラバース・ユーエスエー）。『ジッピーレース』と同一の基板で、ディップスイッチを切り替えることでタイトルの変更が可能。
北米地域では、ウィリアムスに製造許諾されており、タイトルは『MotoRace USA』と変更されている。

## ゲーム内容
本作はロサンゼルスから出発し、ラスベガス、ヒューストン、セントルイス、シカゴに設けられたチェックポイントを通過して、ゴール地点であるニューヨークを目指す、オートバイと車によるアメリカ大陸横断レースを題材にしたビデオゲームである。プレイヤーはレース開始時には90位となっていて、レースと無関係のトラック以外の車を追い越すと順位が上がっていく。1位に到達すると車が出なくなる。
プレイヤーは2方向レバーでオートバイを左右に操作して、2つのボタンを使って加速、減速を行う。
また本作は、チェックポイントごとにオンロードとオフロードが交互に切り替わる仕様となっている。オフロードでは、岩や木などの障害物がコース内に設置されている。通常は真上からの見下ろし視点であるが、チェックポイントが近づくと後方視点からの3D画面になる。3D画面では正面から来る車を素早く避けなければならない。
走行中に自動的に燃料が減っていく他、他の車や障害物に接触したり、コースから外れると燃料が一定量減ってしまう。燃料切れになるとゲームオーバー。プレイヤーは途中に落ちている燃料缶で燃料が補給できるほか、各チェックポイントに到着した時にも、走行順位に応じて燃料が補給される。
ニューヨークまで到着すると、2周目が始まり、またロサンゼルスから出発するが、排気量のより大きいオートバイに搭乗することになる。排気量が大きくなる分、バイクの最高速度は高くなるが、その分燃費が悪くなり燃料の減る速度が速くなる。また、速度が速くなる分バイクの操作が難しくなるなど、難易度が上昇する。

## 移植版
| No. | タイトル                       | 発売日         | 対応機種                                                 | 開発元     | 発売元       | メディア                                | 型式                      | 売上本数 | 備考                                                                |
| --- | ------------------------------ | -------------- | -------------------------------------------------------- | ---------- | ------------ | --------------------------------------- | ------------------------- | -------- | ------------------------------------------------------------------- |
| 1   | ジッピーレース                 | 1984年3月      | SG-1000                                                  | セガ       | セガ         | 256キロビットロムカセット               | G-1026                    | -        |                                                                     |
| 2   | ジッピーレース                 | 1985年7月      | ファミリーコンピュータ                                   | アイレム   | アイレム販売 | 192キロビットロムカセット               | IF-01                     | -        | アイレムのファミコン参入第一弾ソフト                                |
| 3   | ジッピーレース                 | 1985-1986年    | SG-1000                                                  | セガ       | セガ         | マイカード                              | C-26                      | -        |                                                                     |
| 4   | アイレムアーケードクラシックス | 1996年4月26日  | PlayStation セガサターン                                 | アイレム   | アイマックス | CD-ROM                                  | PS:SLPS-00341 SS:T-22403G | -        | アーケード版の移植、『スパルタンX』、『10ヤードファイト』と同時収録 |
| 5   | アイレムアーケードクラシックス | 2010年10月27日 | PlayStation 3 PlayStation Portable (PlayStation Network) | アイレム   | アイレム     | ダウンロード （ゲームアーカイブス）     | -                         | -        | 2011年8月11日配信終了                                               |
| 6   | ジッピーレース                 | 2017年11月30日 | PlayStation 4 Nintendo Switch                            | ハムスター | ハムスター   | ダウンロード （アーケードアーカイブス） | -                         | -        |                                                                     |

SG-1000版
- スピード感が若干薄れている分、敵車の動きがよけ易く設定されているなど難易度は比較的やさしい。
- 500ccからスタートし、750cc、1200ccとUPしていく。
- ステージはオンロードシーン、オフロードシーン、3Dシーン、の3つであるが、オフロードシーンではオンロードシーンよりも最高速度が低くなる。
- オンロードとオフロードでの自機の配色は変わらないが、SG－1000版では3Dシーンは自機が赤色/緑色/水色という配色になっている。

ファミリーコンピュータ版
- アイレムがファミコンで出した初のゲームであり、カートリッジにLEDランプが付いていた事でも知られる。

PlayStation版、セガサターン版
- 『アイレムアーケードクラシックス』の中に本作が収録されている。

PlayStation 4版、Nintendo Switch版
- アーケードアーカイブスの1作品として配信。

## 評価
アーケード版
1997年に刊行されたゲーメストムック『ザ・ベストゲーム2』では、「古くからあるドライブアクションをより、アクションゲームとして高めたゲーム」、「（3D面では）奥から手前に向かって走行してくるクルマに接触しないようにバイクを操作すればいいのだが、クルマが見えてから一瞬の間にクルマが左右どちらかに移動するかを見分けることができないと接触してしまうというくらい、敵車の動きは素早い」、「後のドライブアクション全般に影響を与えた」と紹介されている。
ファミリーコンピュータ版
『ファミリーコンピュータMagazine』の1991年5月10日号特別付録の「ファミコンロムカセット オールカタログ」では、「異色のバイクゲーム」、「初心者にはぴったりのスクロールではあるが、展開はややワンパターン」と紹介されている。